# Barbro Hiort af Ornäs

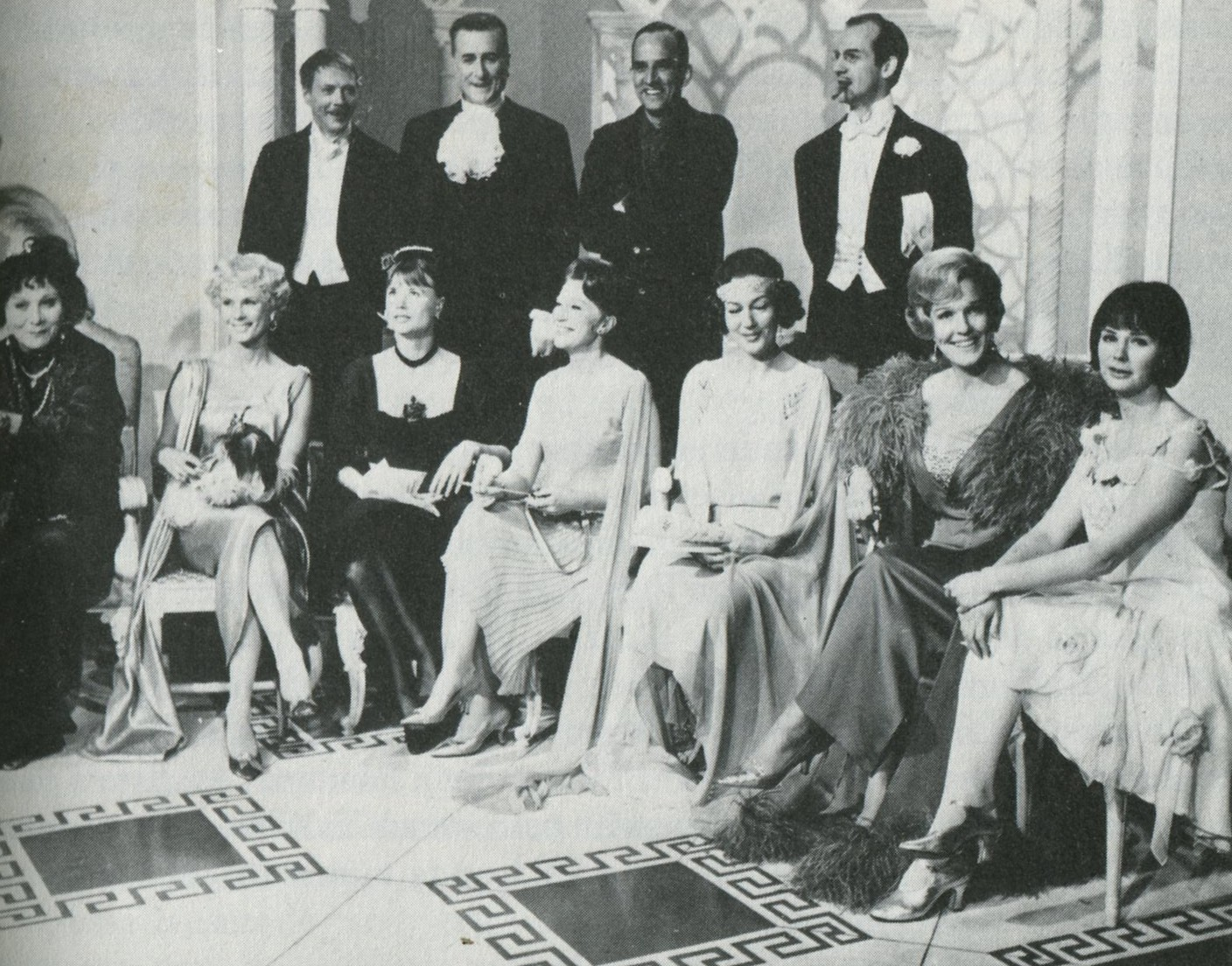
Hela truppen från filmen För att inte tala om alla dessa kvinnor 1964. Stående fr.v.: Allan Edwall, Georg Funkquist, Ingmar Bergman och Jarl Kulle.
Sittande fr.v.: Karin Kavli, Bibi Andersson, Harriet Andersson, Gertrud Fridh, Barbro Hiort af Ornäs, Eva Dahlbeck och Mona Malm.

Barbro Margareta Eriksdotter Hiort af Ornäs, under en tid Nathorst-Böös, född 28 augusti 1921 i Göteborgs domkyrkoförsamling, död 27 november 2015 i Västerleds församling i Stockholm, var en  svensk skådespelare.

## Biografi
Barbro Hiort af Ornäs var dotter till civilingenjör Erik Hiort af Ornäs och hans hustru Alma Ärnström i hennes andra gifte. Hiort af Ornäs var engagerad vid Dramaten 1945–1947. Därefter arbetade hon vid olika teatrar fram till 1970 då hon åter knöts till Dramaten. Hon filmdebuterade 1943 i Olof Molanders Kvinnor i fångenskap och kom att medverka i ett 60-tal TV- och filmroller.
För den bredare allmänheten känns Hiort af Ornäs igen från Sällskapsresanfilmerna som Stig-Helmer Olssons mamma.
1958 vann Hiort af Ornäs priset för Bästa kvinnliga skådespelare vid filmfestivalen i Cannes för insatsen i Ingmar Bergmans Nära livet (priset delades med Bibi Andersson, Eva Dahlbeck och Ingrid Thulin) och 1989 tilldelades hon utmärkelsen Litteris et Artibus.

## Familj
Barbro Hiort af Ornäs var 1945–1972 gift med advokaten Ernst Nathorst-Böös (1918–1988) och fick barnen Jörgen (född 1947), Thomas (född 1951) och Ernst (född 1960). 1976 gifte hon sig med advokaten Fritz Belfrage (1917–1983). Sedan var hon sambo med teatermannen Hans Ullberg (1920–1996). Brodern Torbjörn Hiort af Ornäs är i äktenskap med Ingrid Hiort af Ornäs farfar till skådespelaren Sebastian Hiort af Ornäs. 

## Filmografi urval
- 1943 – Kvinnor i fångenskap
- 1946 – Ungdom i fara
- 1949 – Flickan från tredje raden
- 1950 – Fästmö uthyres
- 1950 – Medan staden sover
- 1951 – Dårskapens hus
- 1951 – Greve Svensson
- 1953 – Barabbas
- 1955 – Älskling på vågen
- 1956 – 7 vackra flickor
- 1957 – Gäst i eget hus
- 1957 – Som man bäddar...
- 1957 – Vägen genom Skå
- 1958 – Nära livet
- 1961 – Lita på mej, älskling!
- 1961 – Pojken i trädet
- 1964 – För att inte tala om alla dessa kvinnor
- 1964 – Älskande par
- 1968 – Skammen
- 1968 – ...som havets nakna vind
- 1969 – Eva - den utstötta
- 1969 – Som natt och dag
- 1969 – Ur kärlekens språk
- 1969 – En passion
- 1970 – Skräcken har 1000 ögon
- 1971 – Beröringen
- 1973 – Smutsiga fingrar
- 1973 – Bröllopet
- 1975 – Champagnegalopp
- 1979 – Jag är med barn
- 1985 – Sällskapsresan 2 - Snowroller
- 1988 – SOS – en segelsällskapsresa
- 1991 – Amelia (TV-film)
- 1991 – Den ofrivillige golfaren
- 1997 – Selma & Johanna - en roadmovie
- 1999 – Hälsoresan – En smal film av stor vikt
- 2005 – Den utvalde

### TV
- 1961 – Vildanden
- 1961 – Ljuva ungdomstid
- 1965 – En historia till fredag (TV-serie)
- 1968 – Pygmalion
- 1969 – Håll polisen utanför (TV-serie)
- 1970 – Röda rummet (TV-serie)
- 1973 – Scener ur ett äktenskap (TV-serie)
- 1979 – Den nya människan
- 1981 – Skärp dig, älskling! (TV-serie)
- 1984 – Panik i butiken (TV-serie)
- 1985 – Lösa förbindelser (TV-serie)
- 1989 – Svenska hjärtan (TV-serie)
- 1991 – Teatermakarna
- 1993 – Roseanna
- 1996 – Skuggornas hus
- 2000 – Judith (TV-serie)
- 2001 – Återkomsten

## Teater
| År   | Roll                        | Produktion                                                                    | Regi                 | Teater                                    |
| ---- | --------------------------- | ----------------------------------------------------------------------------- | -------------------- | ----------------------------------------- |
| 1939 | Maria                       | Galgmannen Runar Schildt                                                      | Ingmar Bergman       | Mäster Olofsgårdens teater                |
| 1939 | Feen                        | Lycko-Pers resa August Strindberg                                             | Ingmar Bergman       | Mäster Olofsgårdens teater                |
| 1939 | Regn                        | Höstrapsodi Doris Rönnqvist                                                   | Ingmar Bergman       | Mäster Olofsgårdens teater                |
| 1939 | Anna                        | Han som fick leva om sitt liv Pär Lagerkvist                                  | Ingmar Bergman       | Mäster Olofsgårdens teater                |
| 1940 | Frun                        | Svarta handsken August Strindberg                                             | Ingmar Bergman       | Mäster Olofsgårdens teater                |
| 1940 | Dottern                     | Pelikanen August Strindberg                                                   | Ingmar Bergman       | Stockholms studentteater                  |
| 1940 | Styvmodren                  | Svanevit August Strindberg                                                    | Ingmar Bergman       | Mäster Olofsgårdens teater                |
| 1943 | Maria                       | Strax innan man vaknar Bengt Olof Vos                                         | Ingmar Bergman       | Stockholms studentteater, 17 maj 1943     |
| 1946 | Varja, Ljubovs fosterdotter | Körsbärsträdgården (Вишнёвый сад, Visjnjovyj sad) Anton Tjechov               |                      | Dramaten, 23 maj 1946                     |
| 1948 | Husan                       | En vildfågel (La Sauvage) Jean Anouilh                                        | Rune Carlsten        | Dramaten                                  |
| 1948 | Monica Reed                 | Fröjd för stunden (Present Laughter) Noël Coward                              | Per-Axel Branner     | Nya Teatern                               |
| 1949 | Tvätterska 6                | Yerma Federico García Lorca                                                   | Per-Axel Branner     | Nya Teatern                               |
| 1950 | Denise Darvet-Stuart        | Ungkarlsmamman (Les Enfants dʼEdouard) Marc-Gilbert Sauvajan och Fred Jackson | Martha Lundholm      | Vasateatern                               |
| 1951 | Ethel                       | Vem är Sylvia? (Who is Sylvia?) Terence Rattigan                              | Martha Lundholm      | Vasateatern                               |
| 1952 |                             | Ett huvud kortare (La Tête des autres) Marcel Aymé                            | Helge Wahlgren       | Göteborgs stadsteater, augusti 1952       |
| 1952 |                             | Dans under stjärnorna (L’Invitation au château) Jean Anouilh                  | Helge Wahlgren       | Göteborgs stadsteater, hösten 1952        |
| 1953 |                             | Blodsbröllop (Bodas de Sangre) Federico Garcia Lorca                          | Bengt Ekerot         | Göteborgs stadsteater, 27 mars 1953       |
| 1953 |                             | Änglavakt (La Cuisine des anges) Albert Husson                                | Helge Wahlgren       | Göteborgs stadsteater                     |
| 1954 | Constance Russell           | Hustruleken (Affaires of State) Louis Verneuil                                | Gösta Cederlund      | Lisebergsteatern Flyttad till Vasateatern |
| 1956 | Mae                         | Katt på hett plåttak (Cat on a Hot Tin Roof) Tennessee Williams               | Per Gerhard          | Vasateatern                               |
| 1958 | Stella Manners              | Silverbröllop (Silver Wedding) Michael Clayton Hutton                         | Per Gerhard          | Vasateatern                               |
| 1959 | Miss Cooper                 | Vid skilda bord (Separate Tables) Terence Rattigan                            | Per Gerhard          | Vasateatern                               |
| 1962 | Judith Fellowes             | Iguanans natt (The Night of the Iguana) Tennessee Williams                    | Per Gerhard          | Vasateatern                               |
| 1963 |                             | Desertören Bengt V. Wall                                                      | Frank Sundström      | Uppsala stadsteater                       |
| 1964 | Titti, gammal dam           | Fru Blubes hus V. V. Järner                                                   | Lars-Levi Laestadius | Stockholms stadsteater                    |
| 1964 | Mme de Suff                 | Sällsamt ögonblick (Génousie) René de Obaldia                                 | Yngve Nordwall       | Stockholms stadsteater                    |
| 1965 | Abbedissan                  | Till Damaskus August Strindberg                                               | Olof Molander        | Stockholms stadsteater                    |
| 1965 | Gabrielle                   | Tokiga grevinnan (La Folle de Chaillot) Jean Giraudoux                        | Frank Sundström      | Stockholms stadsteater                    |
| 1966 | Domaren Cicerobo            | Arturo Ui (Der Aufhaltsame Augstiegs des Arturo Ui) Bertolt Brecht            | Peter Palitzsch      | Stockholms stadsteater                    |
| 1971 | Bondflickan                 | Sol, vad vill du mig? Birger Norman                                           | Ingvar Kjellson      | Dramaten                                  |
| 1977 | Fru Higgins                 | My Fair Lady Frederick Loewe och Alan Jay Lerner                              | Henny Mürer          | Oscarsteatern                             |
| 2006 | Sigrid                      | Jösses flickor – Återkomsten Malin Axelsson                                   | Maria Löfgren        | Stockholms stadsteater                    |

## Radioteater
| År   | Roll               | Produktion                                         | Regi        |
| ---- | ------------------ | -------------------------------------------------- | ----------- |
| 1952 | Fru Harriet Enberg | Hillmans semester: Vatten över huvet Folke Mellvig | Lars Madsén |